# Wohn- und Wirtschaftsgebäude An der Kirche 9
Das Wohn- und Wirtschaftsgebäude An der Kirche 9 südlich der Kirche, im Zentrum der niedersächsischen Gemeinde Loxstedt, Ortsteil Stotel, im Landkreis Cuxhaven, stammt aus der zweiten Hälfte des 19. Jahrhunderts. Aktuell (2024) wird es als Wohnhaus und gewerblich oder landwirtschaftlich genutzt.
Das Gebäude steht unter Denkmalschutz (siehe auch Liste der Baudenkmale in Loxstedt).

## Beschreibung
Das eingeschossige giebelständige Wohn- und Wirtschaftsgebäude als Vierständer-Hallenhaus in Backstein, mit schiefergedecktem Satteldach, Grooter Door mit Korbbogen sowie Rundbogenfenstern im Wirtschaftsgiebel und neuere eckige Fenster in den Seitenwänden und im Wohnteil, wurde 1885 (Inschrift) gebaut.
Das Landesdenkmalamt befand u. a.: „… massives regionstypisches Gebäude in Form eines Vierständer-Hallenhauses ….“